# Komitat Kolozs
Komitat Kolozs (węg. Kolozs vármegye, rum. Comitatul Cluj) – komitat Królestwa Węgier, leżący na terenie Siedmiogrodu. W 1910 roku liczył 225 879 mieszkańców, a jego powierzchnia wynosiła 5006 km². Jego stolicą był Kolozsvár.
Graniczył z komitatami Szilágy, Szolnok-Doboka, Beszterce-Naszód, Maros-Torda, Torda-Aranyos i Bihar.
W wyniku podpisania traktatu w Trianon w 1920 roku obszar komitatu znalazł się w granicach Królestwa Rumunii. Na mocy decyzji drugiego arbitrażu wiedeńskiego (1940) Rumunia utraciła go na rzecz Węgier. W 1944 roku Rumuni odzyskali nad nim faktyczną kontrolę.